# Агранат, Борис Абрамович
Агранат Борис Абрамович (15 февраля 1908, Мстиславль) — советский учёный в области ультразвуковой технологии. Доктор технических наук, профессор.

## Биография
Окончил физико-математический факультет 2-го Московского государственного университета (1931) и до 1941 работал ассистентом, ст. преподавателем, директором центрального заочного отделения МГПИ имени Ленина. С 1941 по совместительству ст.преподаватель кафедры общей физики физико-математического факультета ПГПИ. Профессор кафедры экспериментальной физики и физики твёрдого тела Московского института стали и сплавов.
- В 1956 организовал ультразвуковую лабораторию при Московском институте стали и сплавов.
- Под научным руководством Аграната на Ново-Липецком металлургическом заводе создана крупнейшая в СССР автоматизированная линия ультразвуковой очистки полосовой стали в потоке.
- Является одним из авторов метода повышения интенсивности ультразвуковой кавитации путём проведения процессов под повышенным статическим давлением, позволившего существенно расширить область технологического применения ультразвука.
- Автор более 50 научных работ.

## Научные работы
- «Ультразвук в гидрометаллургии» (1969)
- «Ультразвуковая технология»: [учебное пособие для металлург. специальностей вузов] (1974)
- «Ультразвук в порошковой металлургии» (1986)
- «Основы физики и техники ультразвука»: учебное пособие для вузов (1987)